# Theodor Forselius
Theodor Mauritz Forselius, född 23 mars 1995 i Jönköping, är en svensk webbutvecklare och IT-entreprenör.
Theodor Forselius arbetade 2011-2014 som webbutvecklare på annonsföretaget Noga i Jönköping. Han var 2015 medgrundare till det amerikanska företaget Everipedia, Inc., som driver ett webbaserat Wikipedia-liknande uppslagsverk på engelska.